# Tamara Petrovna Szjomina
Tamara Petrovna Szjomina (oroszul: Тамара Петровна Сёмина; Lgov, Kurszki terület, 1938. október 25.) orosz szovjet színésznő.

## Pályája
Apja a háborúban meghalt, anyja 1946-ban újra férjhez ment. Tamara az új férj, P. V. Szjomin családnevét vette fel. Amikor a Moszkvához közeli városban, Kalugában laktak, beiratkozott az ottani tanítóképzőbe. 1956-ban felvették a moszkvai filmfőiskolára, P. V. Pizsova osztályába. Miután 1961-ben megszerezte diplomáját, a moszkvai Filmszínészek Színházának tagja lett.
Első évfolyamos főiskolai hallgatóként kezdett filmezni, egy főiskolai vizsgafilm szereplőjeként állt először felvevőgép elé. Marlen Hucijevtől kapta az első igazi filmszerepet, egy évvel később egy drámai szerepben ismét bizonyíthatta tehetségét. A főiskolán főként komikának tartották és elsősorban a könnyű műfajokban jósoltak neki nagy jövőt. Ennek lényegében az ellenkezője történt: Szjomina az orosz, szovjet filmek egyik kiemelkedő drámai filmszínésznője lett.
Színésznői pályájának meghatározó jelentőségű drámai szerepét Mihail Svejcer rendezőnek köszönhette, aki rábízta Lev Tolsztoj klasszikus regénye, a Feltámadás filmváltozatának női főszerepét. A prostituált, gyilkosságért ártatlanul elítélt és Szibériába száműzött Katyusa Maszlova tragikus alakját, a sorsát tönkretevő Nyehljudov iránti érzelmeinek változását teljes átéléssel formálta meg. Szjomina ezzel az alakítással az 1962. évi Locarnói Nemzetközi Filmfesztiválon elnyerte a FIPRESCI díját.
A sikert követően egymás után kapta a felkéréseket bukott nők szerepének eljátszására, de nem akarta, hogy „beskatulyázzák”, ezért nem fogadta el őket. Ehelyett alakított komszomolista könyvelőt egy erdőgazdaságban (Üres járat), csupa jó tulajdonsággal ellátott, felületesen megrajzolt kortárs figurákat (A boldogság napja; A férfi, akit szeretek), vagy az alkatához illő temperamentumos, lelkesült munkásnőt egy kohászati kombinát építkezésén, az 1930-as évek szocialista munkaversenyében (Hajrá!).
Az 1970-es évek közepe Szjomina karrierjének egyik csúcspontja. Ekkor egyszerre több olyan filmdráma került a közönség elé, melyekben központi szerepet kapott. Az Örök hívás című 19 részes nagy sikerű tv-sorozatban egy önfeláldozó asszonyt (Anfisza) játszott. A NEP idején, az 1920-as évek Moszkvájában játszódó Fogadó a Pjatnyickaján (1977) krimi, melyben a fogadó tulajdonosnőjét alakította. Egyetlen női alakra épül Az ember anyja című háborús film (1975), lényegében mono-film, szinte párbeszédek nélkül. Főhőse végignézi, ahogy a háború letarolja a faluját, mindenét és mindenkijét, még élni akarását is elveszíti, csak néhány háziállat veszi körül a teljes pusztulásban; végül elhagyott kisgyermekekre talál, akik anyának szólítják, és ez visszatéríti az életbe. Később, az 1990-es évek elején több munkában is foglalkoztatták anyaszerepekben (Sztárok a tengernél, Az ítéletvégrehajtó).
Ekkor azonban férje, Vlagyimir Prokofjev szinkronszínész, akivel a főiskolai évek óta harmonikus házasságban élt, súlyos beteg lett. Szjomina másfél évtizeden át ellátta, ápolta, ez idő alatt szerepeket nem tudott vállalni. A 2000-es évek közepén hosszabb tv-sorozatokban tűnt fel újra. Komolyabb feladatokat is kapott, például Anton Csehov édesanyának alakját formálta meg az író életével foglalkozó Isten vele, doktor Csehov! című filmben ( 2007).

## Filmek
- 1958 – A fesztivál útjai (Дорога на фестиваль) – (Rövid játékfilm, főiskolai rendező-hallgatók vizsgafilmje)
- 1958 – A két Fedor (Два Фёдора) – (Odesszai filmstúdió. R.Marlen Hucijev)
- 1959 – Az úton kezdődött (Всё начинается с дороги) – (R. Villen Azarov, Nyikolaj Dosztal)
- 1960–1961 – Feltámadás, 1–2. rész (Воскресение) – (Maszlova szerepe, Lev Tolsztoj regényének filmváltozatában. R. Mihail Svejcer)
- 1962 – Kollégák (Коллеги) – (Vaszilij Akszjonov elbeszélése alapján. R. Alekszej Szaharov)
- 1962 – Üres járat (Порожний рейс) – (R. Vlagyimir Vengerov)
- 1963 – A boldogság napja (День счастья) –  (R. Joszif Hejfic)
- 1963 – A színésznő szerelme (Крепостная актриса)
- 1965 – Hajrá!, 1–2. rész (Время, вперёд! ) – (Valentyin Katajev regényéből. R. Mihail Svejcer)
- 1965 – Tiszta tavak (Чистые пруды)
- 1966 – A férfi, akit szeretek (Человек, которого я люблю) – (R. Julij Karaszik)
- 1967 – Szomszédban laknak (Они живут рядом) – (R. Grigorij Rosal)
- 1968 – Az aranyborjú, 1–2. rész (Золотой теленок) – (Ilf és Petrov regényének filmváltozata. R. Mihail Svejcer)
- 1968 – Az ismeretlen lány (Любовь Серафима Фролова)
- 1968 – Emberi csodákról (Про чудеса человеческие)
- 1970 – Egy közülünk (Один из нас)
- 1970 – Akik őrzik a tüzet (Сохранившие огонь)
- 1971 – Mesélj nekem magadról (Расскажи мне о себе)
- 1972 – Proncsatov mérnök (Инженер Прончатов)
- 1973 – A fekete herceg (Чёрный принц)
- 1973–983 – Állandó hívás (Вечный зов) – (19 részes tv-sorozat. R. Vlagyimir Krasznoploszkij, Valerij Uszov)
- 1975 – Az ember anya (Матерь человеческая) – (R. Leonyid Golovnya)
- 1976 – Apa nélkül (Безотцовщина)
- 1977 – Nálunk csend volt (А у нас была тишина…)
- 1977 – Jóság (Доброта)
- 1977 – Fogadó a Pjatnyickaján (Трактир на Пятницкой) – (R. Alekszandr Fajncimmer)
- 1978 – Jemeljan Pugacsov (Емельян Пугачев)
- 1979 – Veszélyes barátok (Опасные друзья)
- 1980 – A haza füstje (Дым Отечества)
- 1981 – A jegyzetfüzet titka (Тайна записной книжки)
- 1982 – A fény képlete (Формула света)
- 1983 – Találj patkót, hogy szerencséd legyen (Найди на счастье подкову) – (Moldovafilm Stúdió)
- 1983 – Egyedülállóknak munkásszállót biztosítunk  (Одиноким предоставляется общежитие) – (R. Szamszon Szamszonov)
- 1984 – Különleges alegység (Особое подразделение)
- 1985 – Még szeretek, még reménykedem (Ещё люблю, ещё надеюсь)
- 1986 – Vera (Вера)
- 1987 – A talányos örökös (Загадочный наследник) – (R. Tamara Liszician)
- 1987 – Isten veletek, moszkvai huligánok (Прощай, шпана замоскворецкая)
- 1988 – A hajléktalan (Бомж. Без определенного места жительства) – (R. Nyikolaj Szkujbin)
- 1988 – A szürke egér (Серая мышь) – (Szverdlovszki Filmstúdió)
- 1989 – A kincstár háza (Казённый дом)
- 1990 –  Lidérc az őrültek házában (Кошмар в сумасшедшем доме) – (Szverdlovszki Filmstúdió)
- 1990 – A tanú meggyilkolása (Убийство свидетеля)
- 1991 – Halállal fertőzöttek (Заряженные смертью)
- 1991 – A guminő (Резиновая женщина)
- 1992 – Tótágas (Вверх тормашками) – (Szverdlovszki Filmstúdió)
- 1992 – Sztárok a tengernél (Звёзды на море)
- 1992 – Az ítéletvégrehajtó (Исполнитель приговора) – (R. Vlagyimir Samsurin)
- 1993 – Istenem, ahogy te akarod! (Твоя воля, господи! ) – (R. Vlagyimir Plotnyikov)
- 1993 – ??? (Шиш на кокуй!)
- 1994 – A tolvaj maestro (Маэстро Вор)
- 1999 – Szállítmány az ördögnek (Транзит для дьявола) – (R. Vlagyimir Plotnyikov)
- 2002 – Két sors (Две судьбы) – (Tv-sorozat. R.Vlagyimir Krasznopolszkij, Valerij Uszkov)
- 2002 – Az ötödik angyal (Пятый ангел)
- 2003 – A körzet (Участок) – (12 részes sorozat)
- 2004 – Ezüst gyöngyvirág - 2 (Ландыш серебристый-2) – (12 részes sorozat. R. Tyigran Keoszajan)
- 2006 – Az elvarázsolt körzet (Заколдованный участок) – (10 részes sorozat)
- 2007 – Isten vele, doktor Csehov! (Прощайте, доктор Чехов!)
- 2008 – A pópa (Батюшка)
- 2010 – A kémikus (Химик) – (8 részes sorozat)